# Holger Scheel af Gyldenfeldt
Holger Scheel af Gyldenfeldt (født 3. maj 1817, død 19. marts 1864 ved Dybbøl) var en dansk officer, far til Carlo Sehested Gyldenfeldt.
Han var søn af overauditør, senere byfoged, justitsråd Hans Henrik af Gyldenfeldt (1785-1866) og Barbara Marie født Risting (død 1845). Gyldenfeldt blev 1831 kadet, 1836 sekondløjtnant à la suite ved Sjællandske Jægerkorps, kom 1837 i nummer, blev 1838 forsat til Jydske Jægerkorps, blev 1842 premierløjtnant ved 1. Jægerkorps, 1849 kompagnikommandør, samme år kaptajn af 2. klasse, 1852 kaptajn af 1. klasse ved 10. bataljon. Han deltog i den 2. Slesvigske Krig og faldt den 19. marts 1864 i slaget om Dybbøl. 1848 var han blevet Ridder af Dannebrog.
6. juli 1853 ægtede han i København Augusta Frederikke Garlieb (født 23. april 1827 i København, død 1. juni 1888 sammesteds). Parret havde tre døtre og en søn.